# Чикен
Чикен (Чикен-Кая, Чикенын-Каясы, Судак-Лиман-Бурун; укр. Чікенин) — скалистый мыс на юго-восточном берегу Крымского полуострова. Расположен между Новым Светом и Морским. Является южным, врезающимся в Чёрное море, выступом горы Караул-Оба. Входит в состав ботанического заказника «Новый Свет».
Гора обрамляет Делилиманскую и Кутлакскую бухты с запада и востока соответственно.
Мыс, как и вся гора Караул-Оба, является древним коралловым рифом, сложенным крепким известняком органического происхождения.
В отдельных источниках мысом Чикен ошибочно называется юго-восточный отрог горы Коба-Кая.